# إضرابات عامة للمواطنين العرب في إسرائيل (1987)
في عام 1987، نظم المواطنون العرب في إسرائيل إضرابين عامين استمر كل منهما ليوم واحد. أقيم اليوم الأول، والذي أطلق عليه "يوم المساواة"، في 24 يونيو/حزيران، احتجاجا على التمييز المزعوم وعدم المساواة في المجتمع الإسرائيلي. أما اليوم الثاني، والذي أطلق عليه "يوم السلام"، فقد أقيم في 21 ديسمبر/كانون الأول، تضامناً مع الاحتجاجات التي قام بها الفلسطينيون في الأراضي الفلسطينية المحتلة خلال الانتفاضة الأولى.

## خلفية
يشكل المواطنون العرب في إسرائيل أكبر أقلية عرقية داخل إسرائيل، وينحدر معظمهم من الفلسطينيين الذين لم يتم طردهم في النكبة عام 1948، ويمثلون حوالي 20% من سكان إسرائيل. على الرغم من كونهم مواطنين إسرائيليين قانونيًا يتمتعون بحقوق متساوية مع الإسرائيليين الآخرين، كانت هناك مزاعم مستمرة بالتمييز ضد الأقلية.

## إضراب عام في يونيو

### يوم المساواة
في أواخر شهر مايو/أيار 1987، اجتمعت شخصيات بارزة في المجتمعات العربية في إسرائيل في مدينة شفاعمرو ذات الأغلبية العربية، واتفقت على عقد إضراب عام احتجاجاً على التمييز المزعوم في إسرائيل. وشملت الشخصيات ممثلين عن المجلس الوطني لرؤساء البلديات العربية، ولجنة حماية الأراضي العربية، وأعضاء الكنيست من أحزاب اليسار، ونشطاء طلابيين بارزين. وكان من المقرر أن يطلق على الإضراب اسم "يوم المساواة".
كانت القضية المباشرة التي أثارت الدعوة إلى الإضراب العام هي سياسة جديدة أعلنت عنها الحكومة الإسرائيلية من شأنها أن تمنح رسومًا دراسية جامعية أقل للأفراد الذين خدموا في قوات الاحتلال الإسرائيلية، والتي شملت جميع الإسرائيليين اليهود تقريبًا، الذين تم تجنيدهم، ولكن ليس العرب الإسرائيليين، الذين تم إعفاؤهم من التجنيد. وكان نداء الإضراب يتضمن أيضا مطلبين رئيسيين أوسع نطاقا: تمويل البلديات للفرد الواحد على قدم المساواة مع المدن ذات الأغلبية اليهودية، ووضع حد لاستبعاد المواطنين العرب في إسرائيل من الوظائف. بالنسبة للأولى، اشتكى منظمو الإضراب من أن تمويل البلديات ذات الأغلبية اليهودية للفرد الواحد كان أعلى بأربع مرات من تمويل البلديات ذات الأغلبية العربية، مما أدى إلى مواجهة البلديات ذات الأغلبية العربية عجزاً كبيراً في الميزانية وعدم القدرة على توفير الخدمات الأساسية. أما السبب الثاني، فقد اشتكى منظمو الإضراب من أن معدل البطالة الوطني بين العرب أعلى بشكل ملحوظ من المعدل بين الإسرائيليين اليهود، وأن العرب كانوا مستبعدين بشكل مستمر من الوظائف ذات الأجور الأعلى، والوظائف الحكومية، ومن بعض قطاعات الاقتصاد. وكان أحد أبرز قطاعات الإقصاء هو القطاع العسكري الصناعي، وهو أحد القطاعات الرئيسية في الاقتصاد الإسرائيلي، والذي ادعى مواطنو إسرائيل العرب أنهم استُبعدوا منه لأسباب مزعومة تتعلق بالأمن القومي. كانت هناك نقطة خلاف أخرى وهي الاكتظاظ في المدارس، حيث طالب قادة الإضراب ببناء 1500 فصل دراسي جديد. وكانت معدلات التسرب من الدراسة أعلى بشكل ملحوظ بين السكان العرب مقارنة بالسكان اليهود، كما كانت معدلات الجريمة بين الأحداث أعلى أيضًا.
وفي وقت لاحق، تم تنظيم الإضراب العام في 24 يونيو، بمشاركة الغالبية العظمى من المواطنين العرب في إسرائيل. خلال الإضراب، تم إغلاق معظم المدارس والمحلات التجارية في المدن ذات الأغلبية العربية. وكان للإضراب تأثير خاص على قطاعي البناء والضيافة في الاقتصاد الإسرائيلي.
وشهدت الضفة الغربية بعض الاحتجاجات الصغيرة تضامنا مع الإضراب العام. أصيبت امرأة فلسطينية في نابلس، بعد أن أطلق جنود الاحتلال الإسرائيلي النار بالذخيرة الحية عندما رشقهم المتظاهرون بالحجارة. كما أمر الجيش الإسرائيلي بإغلاق جامعة النجاح الوطنية وجامعة القدس لمنع الطلاب من تنظيم مظاهرات تضامنية في الحرم الجامعي.

### ردود الفعل
صرح نذير مجلي، المتحدث باسم اللجنة المنظمة للإضراب، قائلاً: "نحن مواطنون إسرائيليون كغيرنا، ونستحق أن نُعامل على قدم المساواة. إذا لم يدفع إضراب اليوم الحكومة إلى التحرك، فستكون هناك إضرابات أخرى قادمة." وصرح ماجد الحاج من جامعة حيفا، وهو عضو آخر في اللجنة المنظمة للإضراب، قائلاً: "هذه هي المرة الأولى في تاريخنا التي يتوحد فيها المجتمع العربي حول قضية واحدة"، قائلاً إنهم "لم يعودوا مستعدين لتحمل سياسات الحكومة التمييزية." ودعا رئيس بلدية كفر ياسيف، نمر مرقس، الحكومة الإسرائيلية إلى "استخلاص الاستنتاجات اللازمة من الإضراب ومن حقيقة أن القيادة العربية كانت موحدة."
في افتتاحية لها، كتبت صحيفة جيروزالم بوست أن "أي نقاش معقول حول وضع الأقلية العربية في الدولة اليهودية يجب أن يبدأ بالاعتراف" بحقيقة أن المواطنين العرب في إسرائيل كانوا "أقلية منفصلة ولكن غير متساوية في المجتمع الإسرائيلي"، مضيفة أن "السلام في حد ذاته لن يجلب المساواة الكاملة لجميع مواطني هذا البلد ما لم تشعر الأغلبية اليهودية بشكل ساحق بأن الرائحة الكريهة المنبعثة من المجاري المفتوحة في المدن والقرى العربية هي عار وطني لإسرائيل". جادل يهودا ليطاني من جيروزالم بوست بأن "الأغلبية اليهودية في إسرائيل تواجه خيارًا بين قيمتين تأسست عليهما الدولة: المصالح القومية الصهيونية ضد القيم الديمقراطية الليبرالية".
وصف الوزير بلا حقيبة، موشيه أرينز، الإضراب بأنه "تحريض شيوعي". كما اتهم أرينز الإضراب بأنه "سياسي" ويروج "لشعارات منظمة التحرير الفلسطينية". وصرح فيكتور تايار، وهو إسرائيلي يهودي وناشط سابق في حزب الفهود السود، بأنه فوجئ بشدة المظاهرات، قائلاً: "أنا لست خائفًا من الدول العربية. أنا لست خائفًا من سكان الضفة الغربية. أنا خائف من العرب الإسرائيليين. إنهم يكرهوننا بشدة".

## إضراب عام في ديسمبر

### يوم السلام
في أوائل شهر ديسمبر/كانون الأول 1987، قُتل أربعة فلسطينيين عندما دهسهم سائق شاحنة إسرائيلي. وقد أثار الحادث موجة كبيرة من الاحتجاجات والإضرابات والمقاطعات وأعمال العصيان المدني في جميع أنحاء فلسطين، وهي الأكبر في التاريخ الفلسطيني منذ بداية الاحتلال الإسرائيلي في عام 1967، والمعروفة باسم الانتفاضة الأولى. ردت الحكومة الإسرائيلية على الانتفاضة بقسوة، بما في ذلك الاعتقالات الجماعية للفلسطينيين المحتجين، وتفريق المظاهرات بالقوة، وإغلاق الجامعات بالقوة، وحصار المدن الفلسطينية. وبحلول 20 ديسمبر/كانون الأول، قُتل 19 فلسطينياً على يد القوات الإسرائيلية.
وقد أدى الرد الإسرائيلي على الاحتجاجات الفلسطينية إلى اندلاع العديد من المظاهرات التضامنية بين المواطنين العرب في إسرائيل خلال الأسبوعين الأولين من الانتفاضة، مما أدى إلى اتخاذ زعماء البلديات العربية في إسرائيل قراراً بالدعوة إلى إضراب عام. وكان من بين المطالب الرئيسية للإضراب إنهاء القمع في الأراضي الفلسطينية والإفراج عن السجناء السياسيين الفلسطينيين.
تم تنظيم الإضراب العام في 21 ديسمبر، والذي أطلق عليه "يوم السلام"، وتضمن دقائق من الصمت على الفلسطينيين في الأراضي المحتلة الذين قتلوا. وقد شاركت الغالبية العظمى من السكان العرب في إسرائيل في الإضراب. وانضم إلى الإضراب أيضًا بعض الدروز السوريين في مرتفعات الجولان المحتلة. اندلعت مواجهات بين المتظاهرين والشرطة الإسرائيلية في عدة مدن، حيث رشقوا المتظاهرين بالحجارة وأحرقوا الإطارات، فيما حاولت الشرطة الإسرائيلية تفريق الاحتجاجات باستخدام الغاز المسيل للدموع ومدافع المياه. تم إلغاء جميع الإجازات لضباط الشرطة الإسرائيلية قبل الإضراب.

### ردود الفعل
حذّر وزير الدفاع إسحاق رابين من تفاقم الاضطرابات بين المواطنين العرب في إسرائيل، متعهدًا بأن "كل إجراء قانوني - قانوني من وجهة نظر إسرائيل - مبرر لوضع حد لها". وصرح المستشار الإعلامي لرئيس الوزراء الإسرائيلي، آفي بازنر، بأنه يعتقد "أننا ندخل مرحلة الاضطراب الأخير" في الانتفاضة الأولى، مضيفًا أن الحكومة الإسرائيلية "تتصرف بهدوء وضبط نفس في التعامل مع الوضع". وصرح متحدث باسم جيش الاحتلال الإسرائيلي بأن "ضبط النفس النسبي الذي أظهره الجيش قد فُسّر خطأً على أنه ضعف"، وتعهد "بالتصرف بمزيد من الحزم. سنزيد من استخدام الإجراءات الإدارية كالاعتقالات وحظر التجول والطرد".
كتب الأكاديمي الإسرائيلي والحاكم العسكري السابق للضفة الغربية، تسفي إلبيلج، أن الأغلبية اليهودية في إسرائيل أوضحت تاريخيًا للجميع أنها لن تتسامح مع التعبيرات القومية الصادرة عن الأقلية العربية الإسرائيلية، وأضاف: "لا يسعنا إلا أن نأمل أن يتغلب العقل في المجتمع العربي على الانفعالات العاطفية الأخيرة". وفي افتتاحية، كتبت صحيفة معاريف أنه "لا جدوى من وعظ أو تذكير من انضموا بالفعل إلى الإضراب بأن وضعهم الاجتماعي والاقتصادي أفضل بكثير اليوم مما كان عليه عند تأسيس الدولة"، بل "يجب لفت انتباههم إلى المخاطر الناجمة عن المسار الذي يسلكونه حاليًا". ودعا عضو الكنيست عن حزب الليكود، حاييم كوفمان، إلى فرض الأحكام العرفية على المناطق ذات الأغلبية العربية داخل إسرائيل، كما كانت قبل عام 1966. ألقت الشرطة الإسرائيلية القبض على مجموعة من المتطرفين القوميين الإسرائيليين بقيادة السياسي اليميني المتطرف مائير كاهانا بعد محاولتهم السفر بالأسلحة إلى مدينة شفاعمرو ذات الأغلبية العربية أثناء الإضراب.
في ورقة بحثية نُشرت عام 2003، زعم إيلان آيسا من كلية ماكس شتيرن يزرعيل فالي أن تغطية الصحف الإسرائيلية للمواطنين العرب في إسرائيل خلال الانتفاضة الأولى كانت متوافقة بشكل عام مع "الحكومة الإسرائيلية والمؤسسة اليهودية الإسرائيلية، والتي تعمل على نقل رسائل نيابة عنهم إلى العرب الإسرائيليين"، بهدف "إعادة العرب الإسرائيليين إلى الخط". ومن الأمثلة على ذلك التي يسلط آيسا الضوء عليها أثناء تغطية الإضراب العام في ديسمبر، عنوان الصفحة الأولى لصحيفة يديعوت أحرونوت الوسطية لرئيس الوزراء إسحاق شامير يحذر من المحرضين بالإضافة إلى مقالات لصحيفة معاريف الأكثر يمينية التي أكدت على الروابط بين منظمة التحرير الفلسطينية والمواطنين العرب في إسرائيل، واقترحت أن المواطنين العرب قد يمثلون طابورًا خامسًا داخل إسرائيل.
وكتب دان فيشر من صحيفة لوس أنجلوس تايمز أن الإضراب "أثار تساؤلات جديدة حول ولاءات 700 ألف مواطن عربي في إسرائيل يشكلون نحو 17% من سكان البلاد والذين اشتكوا منذ فترة طويلة من التمييز".